# ميشيل أورسيل
ميشيل أورسيل (بالفرنسية: Michel Orcel)‏ (مواليد 1952 في مارسيليا ) كاتب وناشر ومحلل نفسي فرنسي معاصر.

## سيرة شخصية
بعد دراسة الأدب الكلاسيكي في مدرسة اليسوعيين في مرسيليا ، تخرج ميشيل أورسيل من معهد الدراسات السياسية بباريس،  تخلى عن دراساته التحضيرية في المدرسة الوطنية للإدارة (فرنسا) وانتقل إلى جامعة السوربون : حصل على درجة الماجستير في الفلسفة تحت إشراف كلود ترسمونتانت و في علم الإسلام تحت إشراف روجر أرنالديز ، ودافع أخيرًا عن أطروحة دكتوراه في الأدب والعلوم الإنسانية (الدراسات الإيطالية ، من إخراج ماريو فوسكو  ) و حصل عام 1996 على تفويضه لتوجيه أبحاث الدكتوراه (جامعة تورز). 
في مجال علم الإسلام ، بالإضافة إلى كتب الرحلات ، أصدر في 2011: في كرامة الإسلام. دحض بعض نظريات الإسلاموفوبيا المسيحية الجديدة. أعقب هذا الكتاب مقال أكثر حيادية: اختراع الإسلام ، والذي يقدم تحديثًا عن أصول هذا الدين التي يمكن تتبعها.

## روابط خارجية
- موقع شخصي
- Michel Orcel (6 يوليو 2012). "La vérité de l'islam". مؤرشف من الأصل في 2020-08-07. اطلع عليه بتاريخ 2017-09-12.
- "Relecture des sources de l'islam avec Michel Orcel, Radio France Internationale". مؤرشف من الأصل في 2019-03-24.